# 妙見寺 (松山市)
妙見寺（みょうけんじ）は、愛媛県松山市平田町にある日蓮宗の寺院。山号は亀台山。旧本山は久松家四ヶ寺の一つ法華寺。妙見寺霊園を運営している。

## 歴史
享保19年（1734年）日応（松山法華寺8世）が建立した妙法蓮華経一字一石首題の供養塔が起源。延享元年（1744年）日修（松山法華寺第9世）が天下泰平五穀豊穣を願って妙見菩薩を勧請した。安永7年（1778年）柔和院日順により諸堂が建立された。

## 参考資料
- 日蓮宗寺院大鑑編集委員会『宗祖第七百遠忌記念出版 日蓮宗寺院大鑑』大本山池上本門寺 (1981年)
- 鈴木麻乃『愛媛県の天体および天文現象に関する地名』愛媛県総合科学博物館研究報告（2002年）